# This Is Football
This Is Football è una serie di videogiochi calcistici pubblicati da Sony Computer Entertainment tra il 1999 e il 2004 per le console PlayStation.
Pur avendo una buona grafica e un vasto database, la serie non è mai riuscita ad ottenere successo a causa della forte concorrenza di FIFA e Pro Evolution Soccer, pubblicate rispettivamente da Electronic Arts e Konami.

## Denominazioni
- Australia: This Is Soccer
- Francia: Le Monde Des Bleus
- Germania: Fußball Live
- Italia: This Is Football
- Portogallo: Isto É Futebol
- Spagna: Esto Es Fútbol
- Stati Uniti: World Tour Soccer

## Videogiochi
| Anno | Titolo                | Piattaforma   | Sviluppatore  |
| ---- | --------------------- | ------------- | ------------- |
| 1999 | This Is Football 2000 | PlayStation   | Soho Studio   |
| 2000 | This Is Football 2001 | PlayStation   | Soho Studio   |
| 2001 | This Is Football 2002 | PlayStation 2 | London Studio |
| 2002 | This Is Football 2003 | PlayStation 2 | London Studio |
| 2003 | This Is Football 2004 | PlayStation 2 | London Studio |
| 2004 | This Is Football 2005 | PlayStation 2 | London Studio |